# Frequenzkompensation
Unter Frequenzkompensation versteht man die interne oder externe Beschaltung eines elektrischen Verstärkers, wie beispielsweise eines Operationsverstärkers, um einerseits eine stabile Funktion ohne Oszillationen sicherzustellen und anderseits Überschwingen zu reduzieren, wenn dieser mit negativer Rückkopplung betrieben wird.

Amplitude als Funktion der Frequenz am RC-Glied

Phase als Funktion der Frequenz am RC-Glied

Phase als Funktion der Frequenz beim Operationsverstärker

## Motivation
Verstärker wie Operationsverstärker sind intern aus einigen Verstärkerstufen zusammengesetzt, die wiederum aus Transistoren und Widerständen aufgebaut sind. Signale durchlaufen Transistoren aber nicht beliebig schnell, vielmehr folgt die (verstärkte) Ausgangsspannung mit kurzer Verzögerung von einigen Nanosekunden der Eingangsspannung. OPs besitzen auch interne Kapazitäten, die erst auf- und entladen werden müssen und die Phase um bis zu 90° verzögern können. Beide Effekte zusammen bewirken eine Phasenverschiebung, die mit steigender Signalfrequenz und Stufenzahl immer gravierender wird und bei hohen Frequenzen (im nebenstehenden Bild bei 7 MHz) und vielen Verstärkerstufen die 180°-Marke deutlich übersteigen kann.
Im praktischen Einsatz eines Verstärkers wird von der negativen Rückkopplung Gebrauch gemacht, auch als Gegenkopplung bezeichnet. Beispielsweise führt ein Spannungsteiler aus Widerständen vom Ausgang zurück zum invertierenden Eingang.
Bei hohen Frequenzen kehrt sich aber die beabsichtigte Wirkung um: Die rückgeführte Ausgangsspannung kommt wegen der internen Phasenverschiebung des OP zu spät an, aus der Gegenkopplung wird eine Mitkopplung (positive Rückkopplung) und die Schaltung hat nun eine wichtige Eigenschaft eines Oszillators.

## Oszillationsbedingung
Ein Verstärker kann durch Rückkopplung in einen Oszillator verwandelt werden. Harry Nyquist fand um 1930 die Bedingungen, unter denen sich eine dauerhafte Schwingung im Ausgangssignal einstellt. Diese sind unter der Bezeichnung Nyquistkriterium bekannt:
1. Die Schleifenverstärkung muss bei dieser Frequenz mindestens 1 sein (keine Abschwächung).
2. Die Phasenverschiebung der Rückkopplungsschleife muss bei dieser Frequenz ein Vielfaches von 360° betragen.

An der zunehmenden Phasenverschiebung bei steigender Signalfrequenz lässt sich nichts ändern, außer man verringert die Anzahl der internen Verstärkerstufen auf eins. Damit kann man aber keinen Verstärker bauen. Man muss also die Schleifenverstärkung auf weniger als 1 reduzieren, bevor die Phasenverschiebung den kritischen Wert erreicht.
Da eine Gegenkopplung schon prinzipbedingt einer Phasenverschiebung von 180° entspricht, da sie das invertierte Signal auf den Eingang rückführt, ist die Oszillationsbedingung bereits erfüllt, wenn weitere 180° an Phasenverschiebung innerhalb der Gegenkopplungsschleife hinzu kommen.

## Kompensation

Vereinfachte Innenbeschaltung eines OPs mit internem Kompensations-Kondensator

Die übliche Maßnahme ist ein kleiner Kondensator von wenigen Picofarad zwischen Kollektor und Basis eines Transistors in Emitterschaltung, der wegen des Miller-Effektes die Verstärkung mit steigender Frequenz reduziert. Das führt zu einem dominanten Pol in der Übertragungsfunktion des Verstärkers, der über einen weiten Frequenzbereich hinweg die Phasenverschiebung des Verstärkers dominiert, und bei 90° hält. Das garantiert die Stabilität, so lange in der Gegenkopplung keine weiteren 90° Phasenverschiebung zustande kommen, bevor die Schleifenverstärkung auf unter 1 absinkt.
Die Schleifenverstärkung wird umso größer, je stärker gegengekoppelt der Verstärker ist, d. h. je geringer die Verstärkung der Gesamtschaltung eingestellt ist. Aus diesem Grund sind gegengekoppelte Verstärker mit geringer Gesamtverstärkung, z. B. Spannungsfolger, eher instabil als solche mit großer Gesamtverstärkung. Die Gegenkopplung beeinflusst damit auch die Mindestgröße der zur Frequenzkompensation erforderlichen Kapazität. Da eine unnötig große Kapazität die Bandbreite des Verstärkers einschränkt, kann es sinnvoll sein, die Wahl eines geeigneten Kapazitätswertes dem Anwender zu überlassen, der ihn genau an die Situation in seiner Schaltung anpassen kann. Das führt in der Praxis zu folgenden Alternativen:
- Der Kondensator ist im OP eingebaut, und für eine Gesamtverstärkung von 1 dimensioniert. Den OP bezeichnet man dann als vollständig kompensiert, denn er ist auch als Spannungsfolger ohne weitere Maßnahmen stabil (Beispiel: OP27). Ein solcher OP ist besonders einfach anzuwenden, deshalb ist die Mehrzahl angebotener OPs vollständig kompensiert.
- Der Kondensator ist im OP eingebaut, aber nur für eine Gesamtverstärkung von über 1 dimensioniert (z. B. 3, 5 oder 10). Ein solcher OP ist teilkompensiert, besitzt ein höheres Verstärkungs-Bandbreitenprodukt, kann aber nicht ohne weitere Maßnahmen bei kleineren Gesamtverstärkungen eingesetzt werden (Beispiel: OP37, ansonsten baugleich zum OP27). Solche OPs werden gewählt, wenn die höhere Gesamtverstärkung in der Schaltung vorliegt, und man von der höheren Bandbreite profitieren will.
- Der Kondensator muss extern ergänzt werden, ein interner Kondensator fehlt. Das Gehäuse ist dafür mit zusätzlichen Anschlüssen versehen (Beispiel: LM301A). Diese extern kompensierte Variante ist am flexibelsten, da der Anwender die optimalen Werte selbst bestimmen kann.

Der dominante Pol ist die Ursache dafür, dass beim VV-OPV das Verstärkungs-Bandbreite-Produkt konstant ist und als Verstärkereigenschaft im Datenblatt aufgeführt werden kann. Bei extern kompensierten OPs hängt dieser Wert vom extern angeschlossenen Kondensator ab und kann daher allenfalls als Diagramm angegeben werden.
Ein Ringoszillator ist im Prinzip ein gegengekoppelter 3- oder 5-stufiger Verstärker ohne Frequenzkompensation, damit er als Oszillator funktioniert. Aus der erzeugten Frequenz kann man die Grenzfrequenz der einzelnen Stufen berechnen, wenn die allfälligen Laufzeiten gegenüber den Phasendrehungen nicht dominant sind.